# Alin Buleică
Alin Florian Buleică (* 12. September 1991 in Craiova) ist ein rumänischer Fußballspieler.

## Karriere
Buleică begann mit dem Fußballspielen in der Fußballschule von Gheorghe Popescu in Craiova. Später wechselte er zum FC Universitatea Craiova, der ihn im Jahr 2008 an den Lokalrivalen Gaz Metan CFR Craiova auslieh, um Spielpraxis zu sammeln. Mit Gaz Metan stieg er in der Spielzeit 2008/09 in die Liga II auf. Anfang 2010 kehrte er zu „Uni Craiova“ zurück, kam aber nur selten zum Einsatz. Nach dem Abstieg seines Klubs am Ende der Saison 2010/11 schloss er sich dem griechischen Erstligisten AO Kavala an. Sein neuer Klub wurde jedoch im August 2011 zum Zwangsabstieg verurteilt und er heuerte bei Petrolul Ploiești an. Dort kam Buleică in der Saison 2011/12 nur auf vier Einsätze, ehe er verletzungsbedingt ausfiel. Er wechselte im Sommer 2012 zu Aufsteiger CS Turnu Severin.
Anfang 2013 nahm Ligakonkurrent Pandurii Târgu Jiu Buleică unter Vertrag, das ihn zunächst für den Rest der Spielzeit 2012/13 an Universitatea Cluj auslieh. Dort gelang ihm der Durchbruch zur Stammkraft in der Liga 1. Nach seiner Rückkehr zu Pandurii spielte er mit seinem Team in der Saison 2013/14 in der Europa League und erreichte die Gruppenphase. Die Liga beendete er zweimal auf einem Platz im vorderen Mittelfeld. Im Sommer 2015 wurde Buleică für ein Jahr an Ligakonkurrent CS Concordia Chiajna ausgeliehen. Dort verletzte er sich zu Saisonbeginn schwer und kam nur auf zwei Einsätze. Im Sommer 2016 verpflichtete Chiajna ihn fest. Kam er dort in der Saison 2016/17 noch regelmäßig zum Einsatz, wurde er ab November 2016 nicht mehr berücksichtigt.
Im August 2017 wechselte Buleică zu UTA Arad in die Liga II, verließ den Verein am Jahresende aber bereits wieder. In den Spielzeiten bis 2021 war er für drei weitere Vereine regelmäßig im Einsatz.